# 黄喜燦
黄 喜燦（ファン・ヒチャン、朝: 황희찬、英: Hwang Hee-Chan、1996年1月26日 - ）は、韓国・江原道春川市出身のサッカー選手。プレミアリーグ・ウルヴァーハンプトン・ワンダラーズFC所属。韓国代表。ポジションはFW。

## 経歴
浦項スティーラースの下部組織出身で、2014年にレッドブル・ザルツブルクのリザーブチームでキャリアをスタートさせた。
2018年8月31日、2. ブンデスリーガ（ドイツ2部）のハンブルガーSVへレンタル移籍。ブンデスリーガから降格し、1年でのトップリーグ復帰を目指すハンブルガーの切り札として期待されるも、20試合2ゴールと不振に終わる。
2019年、レッドブル・ザルツブルクに復帰。南野拓実やアーリング・ハーランドと好連携を見せ、UEFAチャンピオンズリーグのリヴァプール戦でプレミアリーグで55試合連続でドリブル突破を許さなかったファン・ダイクのタックルを交わし、強力な右足シュートでゴールネットを揺らすなど、1ゴール1アシストの活躍をみせた。サッカー統計サイトの「フースコアードドットコム」はファン・ヒチャンにチーム内最高採点の8.2を与えた。また、欧州サッカー連盟（UEFA）は「ファン・ヒチャンがUEFA年間最優秀選手賞を受賞したファン・ダイクを完璧に騙した。アンフィールドで視線を釘づけにしたのはファン・ヒチャンだった」と絶賛した。
2020年7月8日、RBライプツィヒと5年契約を締結した。
2021年8月29日、ウルヴァーハンプトン・ワンダラーズFCにレンタル移籍することが発表された。同年9月12日に途中出場でデビューを果たすと、81分に貴重な追加点を決め鮮烈なデビューを飾った。2022年1月26日、ウルヴァーハンプトン・ワンダラーズFCに完全移籍することが発表された。契約期間は2022年7月から2026年までの5年間。
2023-24シーズン、リーグ戦31試合出場でチーム内最多となる13得点を記録した。

## 代表経歴
2016年にリオデジャネイロ五輪を戦う韓国代表に選出された後、ワールドカップ最終予選を戦う韓国A代表にも招集され、同年9月1日の中国代表戦でデビュー。2017年6月13日、同予選のカタール代表戦にてA代表初得点を挙げた。
2018年、ロシアW杯に3試合出場。さらに同年のアジア競技大会にも出場し、優勝により兵役免除の恩典を受けた。2022年にはカタールW杯に出場し、グループリーグ第3戦のポルトガル代表戦で決勝ゴールを挙げた。これにより、韓国代表は2010年の南アフリカW杯以来のベスト16入りを果たした。

## 人物
ザルツブルク時代には、アーリング・ハーランド、南野拓実との好連携で活躍し、南野については2023年に「南野と僕はアジア人で、会話していくと共通点が多いと思った。一緒に食事に行って、お互いを知る時間を作った。長く同じチームにいたわけじゃないけどとても親密になった。今でも連絡を取ってお互いに応援しあってる」と話した。

## 代表歴

### 出場大会
- 韓国代表
  - 2018 FIFAワールドカップ
  - 2022 FIFAワールドカップ

### 試合数
- 国際Aマッチ 64試合 13得点（2016年 - ）[9]

| 韓国代表 | 国際Aマッチ | 国際Aマッチ |
| 年       | 出場        | 得点        |
| -------- | ----------- | ----------- |
| 2016     | 3           | 0           |
| 2017     | 6           | 1           |
| 2018     | 12          | 1           |
| 2019     | 11          | 2           |
| 2020     | 2           | 1           |
| 2021     | 9           | 2           |
| 2022     | 8           | 3           |
| 2023     | 8           | 2           |
| 2024     | 5           | 1           |
| 通算     | 64          | 13          |

## タイトル

### クラブ
レッドブル・ザルツブルク
- オーストリア・ブンデスリーガ : 4回 (2015-16, 2016-17, 2017-18, 2019-20)
- オーストリア・カップ : 3回 (2015-16, 2016-17, 2019-20)

### 代表
U-23韓国代表
- アジア競技大会 : 1回 (2018)

### 個人
- AFC U17アジアカップ得点王 : 1回 (2012)